# Achatinella caesia
Achatinella caesia је пуж из реда Stylommatophora. 

## Угроженост
Ова врста је изумрла, што значи да нису познати живи примерци.

## Распрострањење
Ареал врсте је био ограничен на једну државу. 
Сједињене Америчке Државе су биле једино познато природно станиште врсте.

## Станиште
Врста је била присутна на подручју Хавајских острва.